# 安那蘇
安那蘇（粵音譯、英：或）是一種用以治療痔疮或其他肛門直腸症狀所引起的不適、痕癢及痛楚的藥品品牌。安那蘇以藥膏或藥塞的形式發售：藥膏狀適合治療外痔；藥塞狀則用以治療內痔。在北美洲，安那蘇現時採用另一個品牌名稱：Tucks，但有效成份及用途不變。在部分地區，安那蘇是處方藥物，但在美國、加拿大及英國則為非处方药，可隨時在藥房購買。

## 有效成份
安那蘇的有效成份為硫酸锌水合物，是一種用作減輕患處刺激的收斂劑；但現時在香港處方的藥物，其盒面標籤稱已改用氧化鋅。另外尚有以「Anusol plus」名稱發售的「升級版」，加入了鹽酸普莫卡因，有止癢（在Gold Bond也有使用）及局部麻醉作用。
其他成份包括：
- 鹼式沒食子酸鉍(Bismuth Subgallate)
- 秘魯香(Balsam Peru)
- 氧化鉍(Bismuth Oxide)

## 過敏反應
秘魯香是安那蘇的成份之一，對秘魯香敏感的人，使用後其肛周可能會有痕癢或發炎的反應，因為大便中仍然有未被吸收的殘留物。

## 外部連結
- Anusol official site （页面存档备份，存于） (U.K.)
- Anusol official site （页面存档备份，存于） (Canada, English language)